# Kopjeduikelen
Kopjeduikelen is een sportieve kinderactiviteit, waarbij de jeugdige beoefenaar de benen wijd uiteenzet, de handen naar de grond brengt en daarna het hele lichaam naar voren laat rollen, zodat dat over het hoofd heen duikt en de beoefenaar in zittende positie weer ter aarde komt.
Hoewel kopjeduikelen niet aan de hand van een encyclopedieartikel moet worden beoefend, maar bij voorkeur onder ervaren begeleiding aangeleerd, kan erop gewezen worden dat foute uitvoering ertoe kan leiden dat men plat op de rug terechtkomt. Door bij aanvang de kin op de borst te klemmen, kromt men de rug en rolt doorgaans beter.
Bij judo wordt aan de jeugdleden de kunst van het kopjeduikelen wel geleerd.

## Ongeboren vrucht
Tot ongeveer de 34e week van de zwangerschap is de foetus nog klein genoeg om van positie te wisselen in de baarmoeder: ook dit wordt wel kopjeduikelen genoemd.

## Terminologie
Kopjeduikelen wordt ook wel kopjebuitelen of koppeltjeduikelen genoemd. Het laatste woord ontlokte een bezoeker aan een taalsite op het internet eens de vraag of je voor die activiteit met meerderen moest zijn. Het antwoord kan ontkennend luiden.
In het Nedersaksisch gebruikt men het woord koppietoeseln.
Het woord koprol wordt wel voor de activiteit van het kopjeduikelen gebruikt, maar suggereert vaak dat de handeling sneller wordt uitgevoerd, vaak vanuit lopende of rennende positie.